# Service des bibliothèques du Nouveau-Brunswick
Dans la province canadienne du Nouveau-Brunswick, les bibliothèques publiques et bibliobus sont gérées par le service des bibliothèques du Nouveau-Brunswick, un organisme dépendant du Ministère de l'éducation post-secondaire, de la formation et du travail, en partenariat avec les municipalités.

## Description
Le réseau des bibliothèques publiques du Nouveau-Brunswick a été fondé en 1954 et est financé à 70 % par le gouvernement provincial. Le 30 % restant est assumé par les municipalités.
Un bureau provincial, se trouvant à Fredericton, s’occupe de faire appliquer la Loi sur les bibliothèques publiques du Nouveau-Brunswick. Il s’occupe aussi de la gestion de budget et de la création des normes, politiques et directives de l’ensemble du réseau.
Des bureaux régionaux assurent une homogénéité des services offerts dans les bibliothèques de leur territoire.
Localisation des bureaux régionaux :
- Région d’Haut-Saint-Jean (Edmundston)
- Région d’Albert-Westmorland-Kent (Moncton)
- Région de Chaleur (Campbellton)
- Région de Fundy (Saint-Jean)
- Région de York (Fredericton)

## Services
La carte de membre est gratuite pour tous les résidents de la province, et permet d'emprunter des documents dans toutes les bibliothèques. Elle peut être obtenue sur place ou en ligne. Les visiteurs peuvent obtenir une carte temporaire, moyennant des frais de 20$.
En novembre 2015, les frais de retards pour les jeunes de moins de 12 ans ont été abolis dans toutes les bibliothèques du réseau. En date du mois d’août 2020, l’abolition des frais de retards pour tous les usagers est à l’étude.

### Services numériques
Le catalogue permet de chercher en ligne toute la collection des bibliothèques.

#### Partenariat avec la Bibliothèque et Archives nationales du Québec
Depuis 2008, les Néo-Brunswickois peuvent se prévaloir de certains services de Bibliothèque et Archives nationales du Québec grâce à un partenariat avec celle-ci. Ce partenariat inclut un service de prêt de livres adaptés en langue française dont le projet pilote a été lancé le 1er avril 2010.

#### Livres numériques
En 2010, le service des bibliothèques publiques s’abonne à la plateforme Overdrive pour offrir à ses usagers, le service de prêt de livres numérique. Ce dernier se veut bilingue, mais est majoritairement anglais jusqu’en 2014 où un abonnement à la plateforme pretnumerique.ca est ajouté pour bonifier leur offre de 4 000 livres francophones. C’est la deuxième province canadienne à s’abonner à cette plateforme.

#### Portail des auteurs du Nouveau-Brunswick
En 2013, le service crée le portail des auteurs du Nouveau-Brunswick. Ce portail recense des informations sur des auteurs, morts ou vivants, habitant ou ayant habité au Nouveau-Brunswick qui ont publié au moins un livre.

### Bibliobus
Le 14 septembre 2009, un service de bibliobus est offert dans les régions rurales. Celui-ci passe toutes les trois semaines dans les villages ne possédant pas de bibliothèque, dans les régions Albert-Westmorland-Kent, Chaleur, Haut-Saint-Jean et York et de Fundy.
Trois autobus permettaient au Néo-Brunswickois de 123 collectivités ne possédant pas une bibliothèque publique dans leur secteur de recevoir les services de prêt et consultation de livres.
En raison de retard de service et de coûts élevés d’entretien des autobus, le service Bibliobus est remplacé par le service de prêt de livre par la poste en 2015.

### Partenariat avec le réseau santé Horizon
En 2018, un partenariat avec le réseau de la santé Horizon permet au réseau d’acquérir 1 300 documents sur la santé mentale. Cette collection est disponible à la succursale des services de bibliothèque par la poste.

### Autochtonisation
Le service s’est engagé à donner plus de place aux autochtones dans les bibliothèques. Des collections d’œuvres écrites par des auteurs et créateurs autochtones sont disponibles dans chaque bibliothèque du réseau. Plusieurs de ces œuvres, ainsi qu’une partie de la signalisation, sont écrites en langues mi’kmaq et peskotomuhkati-wolastoqey.

## Fondation
Fondée en 1997 par le gouvernement de la province, la fondation des bibliothèques publiques du Nouveau-Brunswick est un organisme à but non lucratif récoltant des fonds pour l'achat de nouvelles collections et l’optimisation des services des bibliothèques. La fondation est dirigée par un comité composé de 10 membres et est soutenue par la Commission des bibliothèques publiques du Nouveau-Brunswick.

## Prix
Le prix littéraire Hackmatack est remis chaque année aux meilleurs romans jeunesse, votés par les enfants de la 4e à la 6e année du Canada atlantique.

## Régions et bibliothèques
La province compte 64 bibliothèques.

### Albert-Westmorland-Kent
- Bouctouche (Bibliothèque publique Gérald-Leblanc)
- Cap-Pelé (Bibliothèque publique de Cap-Pelé)
- Dieppe (Bibliothèque publique de Dieppe)
- Dorchester (Bibliothèque publique de Dorchester)
- Hillsborough (Bibliothèque publique de Hillsborough)
- Memramcook (Bibliothèque publique de Memramcook)
- Moncton (Bibliothèque publique de Moncton)
- Petitcodiac (Bibliothèque publique de Petitcodiac)
- Port Elgin (Bibliothèque publique de Port Elgin)
- Richibouctou (Bibliothèque publique de Richibucto)
- Riverview (Bibliothèque publique de Riverview)
- Rogersville (Bibliothèque publique de Rogersville)
- Sackville (Bibliothèque publique de Sackville)
- Saint-Antoine (Bibliothèque publique Omer-Léger)
- Salisbury (Bibliothèque publique de Salisbury)
- Shédiac (Bibliothèque publique de Shediac)

### Chaleur
- Atholville (Bibliothèque publique Raymond-Lagacé)
- Bas-Caraquet (Bibliothèque publique Claude-LeBouthillier)
- Bathurst (Bibliothèque publique de Bathurst)
- Beresford (Bibliothèque publique Mgr-Robichaud)
- Campbellton (Bibliothèque du centenaire de Campbellton)
- Caraquet (Bibliothèque publique Mgr-Paquet)
- Dalhousie (Bibliothèque du centenaire de Dalhousie)
- Lamèque (Bibliothèque publique de Lamèque)
- Petit-Rocher (Bibliothèque publique de Petit-Rocher)
- Shippagan (Bibliothèque publique Laval-Goupil)
- Tracadie-Sheila (Bibliothèque publique Père-Zoël-Saulnier)

### Fundy
- Campobello Island (Bibliothèque publique de Campobello)
- Grand Manan (Bibliothèque de Grand Manan)
- Quispamsis (Bibliothèque publique de Kennebecasis)
- Saint-Andrews (Bibliothèque Ross Memorial)
- Saint-Jean (Bibliothèque publique Le Cormoran; Bibliothèque publique de Saint-Jean (en) Succursale centrale, Succursale est, Succursale ouest)
- Saint-Stephen (Bibliothèque publique St.-Croix)
- Sussex (Bibliothèque régionale de Sussex)

### Haut-Saint-Jean
- Edmundston (Bibliothèque publique Mgr-W.-J.-Conway)
- Florenceville (Bibliothèque publique Andrew-et-Laura-McCain)
- Grand-Sault (Bibliothèque publique de Grand-Sault)
- Hartland (Bibliothèque publique Dr-Walter-Chestnut)
- Kedgwick (Bibliothèque publique de Kedgwick)
- Nackawic (Bibliothèque publique-scolaire de Nackawic)
- Perth-Andover (Bibliothèque publique de Perth-Andover)
- Plaster Rock (Bibliothèque publique-scolaire de Plaster Rock)
- Saint-François-de-Madawaska (Bibliothèque publique Mgr-Plourde)
- Saint-Léonard (Bibliothèque publique Dr-Lorne-J.-Violette)
- Saint-Quentin (Bibliothèque publique La Moisson)
- Woodstock (Bibliothèque publique L.-P.-Fisher)

### York
- Chipman (Bibliothèque publique de Chipman)
- Doaktown (Bibliothèque communautaire-scolaire de Doaktown)
- Fredericton (Bibliothèque des métiers d’art et de design du Nouveau-Brunswick; Bibliothèque Dre-Marguerite-Michaud; Bibliothèque publique de Fredericton (en); Bibliothèque publique de Fredericton – Nashwaaksis)
- Harvey (Bibliothèque communautaire de Harvey)
- McAdam (Bibliothèque publique de McAdam)
- Minto (Bibliothèque publique de Minto)
- Miramichi (Bibliothèque publique Père-Louis-Lamontagne; Bibliothèque publique de Chatham; Bibliothèque publique de Newcastle)
- New Bandon (Bibliothèque communautaire d'Upper Miramichi)
- Oromocto (Bibliothèque publique Fay-Tidd)
- Stanley (Bibliothèque communautaire de Stanley)